# Ramona Portwich
Ramona Portwich (ur. 5 stycznia 1967 w Rostocku) – niemiecka kajakarka, wielokrotna medalistka olimpijska.
Urodziła się w NRD. Do zjednoczenia Niemiec startowała w barwach tego kraju i pierwsze złoto zdobyła w Seulu. W Barcelonie triumfowała w dwójce, wspólnie z Anke von Seck. W 1996 w Atlancie w czwórce zwyciężyła osada w składzie Birgit Fischer, Manuela Mucke, Portwich i Anett Schuck. Jako członkini tej osady, ale także w K-2, w latach 1987–1995 wywalczyła szereg medali na mistrzostwach świata.